# Afghanistan Railway Authority
Die Afghanistan Railway Authority (ARA) ist die Eisenbahnbehörde von Afghanistan.

## Geschichte
Eisenbahnstrecken erreichten Afghanistan ab den 1980er Jahren als Stichbahnen vom benachbarten Ausland, die von den dort anschließenden Gesellschaften betrieben werden.
Die ARA wurde 2012 gegründet. ARA ist für den rechtlichen Rahmen bei Entwicklung und Betrieb der Eisenbahnen zuständig. Dazu gehört die Eisenbahnaufsicht. Sie arbeitet so als Planungs- und Aufsichtsbehörde, wenn auch mit der Zielstellung künftig Staatsbahn zu werden.

## Interne Organisation
Die ARA hat ihren Sitz in Kabul. Leiter der ARA ist Alhaj Mullah Bakht Rahman Sharafat, der zuvor stellvertretender Minister für öffentliche Arbeiten war.

## Mitgliedschaften
Die ARA ist Mitglied in der OTIF, der OSShD und dem RIC.